# Luwsanszarawyn Rencendordż
Luwsanszarawyn Rencendordż (mong. Лувсаншаравын Рэнцэндорж; ur. 25 lutego 1946) – mongolski judoka. Olimpijczyk z Monachium 1972, gdzie zajął dziewiętnaste miejsce w wadze półciężkiej i dziewiąte w kategorii open. 
Srebrny medalista mistrzostw Azji w 1991 roku.

## Letnie Igrzyska Olimpijskie 1972
| Konkurencja | Eliminacje          | Klas. końcowa |
| Konkurencja | Przeciwnik I        | Miejsce       |
| ----------- | ------------------- | ------------- |
| 93 kg       | José Ibáñez (CUB) P | 19.           |

| Konkurencja | Eliminacje            | Eliminacje                   | Repasaże              | Klas. końcowa |
| Konkurencja | Przeciwnik I          | Przeciwnik II                | Przeciwnik I          | Miejsce       |
| ----------- | --------------------- | ---------------------------- | --------------------- | ------------- |
| open        | Johann Pollak (AUT) Z | Jean-Claude Brondani (FRA) P | Alfred Rogers (CAN) P | 9.            |